# 新化镇 (乐业县)
新化镇，是中华人民共和国广西壮族自治区百色市乐业县下辖的一个乡镇级行政单位。

## 行政区划
新化镇下辖以下地区：
仁里村、皈里村、谐里村、百坭村、中合村、百寸村、店坪村、磨里村、伶弄村、乐翁村、林立村、那伟村、那社村和连篆村。